# Прострел Турчанинова
Прострел Турчанинова (лат. Pulsatilla turczaninovii) — вид травянистых растений рода Прострел (Pulsatilla) семейства Лютиковые (Ranunculaceae).
Вид назван в честь русского ботаника Николая Степановича Турчанинова.

## Ботаническое описание
Стебель 5—35 см высотой. Корень прямой, 4—11 мм толщиной. Прикорневые листья, вырастающие одновременно с появлением цветков, обыкновенно трижды (реже дважды)-перистые, в общем очертании почти яйцевидные, 4—14 см длиной и 3—9 см шириной, доли второго порядка рассечены на длинные и узкие, линейные и острые сегменты, 5—12 мм длиной и 1—2,5 мм шириной. Черешки почти равны пластинке или несколько длиннее или короче её.
Обёртка широко-колокольчатая, 2,5—4 см длиной, до ¾—⅘ или почти до основания перисто-раздельная, на линейные и цельнокрайные или на верхушке 2—3-зубчатые доли. Число долей и зубцов в обертке от 20 до 40. Цветоножка вначале короткая и невыходящая из обёртки, при плодах сильно удлиняется. Цветок почти прямостоячий, полураскрытый, сине-фиолетовый; чашелистики удлинённо-эллиптические или почти ланцетовидные, 2,5—3,5 см длиной и 8—11 мм шириной, в 2—3 раза длиннее тычинок. Семянки веретенообразные, пушистые, около 5 мм длиной и 1 мм шириной, с длинным (3,5—4 см длиной) перистым столбиком.

### Отличия от близких видов
Отличается от Pulsatilla ambigua всегда трижды-перисто-раздельными листьями и более длинными — 5—12 мм длиной, и узкими — 1—2 (2,5) мм шириной долями или зубцами последнего порядка и значительно большим числом зубцов в обёртке — от 20 до 40, кроме того более ранним временем цветения (апрель—май) и характером местообитания, встречаясь на степных лугах в лесостепной зоне по степным лугам, реже по окраинам сосновых боров.
У Pulsatilla ambigua — листья по большей части дважды перистые, с короткими и широкими долями последнего порядка. Число зубцов в обёртке от 14 до 20. Время цветения более позднее — в июне и июле. Вид свойственен горам и горным степям восточного Алтая и Монголии.
От европейской Pulsatilla vulgaris отличается перисто-раздельными долями обертки и листьями, распускающимися одновременно с цветами.